# دهک (قزوین)
دهک (قزوین) روستایی از توابع بخش رودبارالموت شهرستان قزوین در استان قزوین ایران است. مردم روستای دهک تات‌زبان هستند.
از مشاهیر این روستا می‌توان به شهید ابوالفضل رجبی دهکی، فرزند سیاستمدار قزوینی، جلیل رجبی دهکی و صدابردار و خبرنگار صدا و سیمای جمهوری اسلامی ایران اشاره نمود که حین تهیه گزارش از مناطق زلزله زده الموت همراه با استاندار وقت استان قزوین شهید مسعود امامی دچار سانحه هوایی شده و به درجه شهادت نائل آمدند.

## جمعیت
این روستا در دهستان الموت بالا قرار دارد و براساس سرشماری مرکز آمار ایران در سال ۱۳۸۵، جمعیت آن ۱۲۵ نفر (۴۵خانوار) بوده است. مردم دهک به زبان تاتی صحبت می‌کنند.